# Estación Saudade
La Estación Saudade es una estación de tren localizada en la ciudad brasileña de Ponta Grossa, en el estado  de Paraná. Está instalada en la antigua Estación Roxo de Rodrigues (São Paulo - Rio Grande), cuya estructura es parte del complejo ferroviario, construido a finales del siglo XIX, en la región central de la ciudad.
El espacio, que fue puesto fuera de servicio como estación a mediados de la década de 1980, dio lugar a la Biblioteca Municipal Faris Michaeli.